# Paraphytomyza
Paraphytomyza is een geslacht van insecten uit de familie van de mineervliegen (Agromyzidae), die tot de orde tweevleugeligen (Diptera) behoort.

## Soorten
- P. coloradensis Spencer, 1986
- P. cornigera Griffiths, 1973
- P. lonicerae (Robineau-Desvoidy, 1851)
- P. lonicerina Spencer, 1981
- P. luteoscutellata (Meijere, 1924)
- P. nitida (Malloch, 1913)
- P. orbitalis (Melander, 1913)
- P. plagiata (Melander, 1913)
- P. populicola (Walker, 1953)
- P. praecox Spencer, 1981
- P. spenceri Sehgal, 1971